# Les Kennedy (mini-série)
Les Kennedy (The Kennedys) est une mini-série canadienne en huit épisodes de 42 minutes créée par Jon Cassar, et diffusée à partir du 3 avril 2011 sur ReelzChannel aux États-Unis et du 10 avril 2011 sur History Television au Canada.
Au Québec, la série a été diffusée à partir du 3 avril 2011 à Super Écran, en Belgique, à partir du 14 avril 2011 sur La Une (RTBF) et en France à partir du 5 juillet 2011 sur France 3 puis à partir du 26 juillet 2012 sur Arte.

## Synopsis
Cette mini-série narre la destinée du charismatique John Fitzgerald Kennedy, de son élection à la présidence des États-Unis en 1960 à son assassinat à Dallas trois ans plus tard. Un meurtre qui aujourd'hui encore laisse libre cours aux théories les plus folles.

## Distribution
- Greg Kinnear (VF : Bruno Choël) : John Fitzgerald Kennedy
- Katie Holmes (VF : Alexandra Garijo) : Jacqueline Kennedy-Onassis
- Barry Pepper (VQ : François Sasseville) : Robert Francis Kennedy
- Tom Wilkinson (VQ : Vincent Davy) : Joseph Patrick Kennedy
- Diana Hardcastle (VQ : Élizabeth Chouvalidzé) : Rose Fitzgerald Kennedy
- Chris Diamantopoulos (VQ : Kevin Houle) : Frank Sinatra
- Enrico Colantoni (VQ : Thiéry Dubé) : J. Edgar Hoover
- Ava Preston (VQ : Marguerite D'Amour) : Caroline Kennedy, jeune
- Eliza Preston : Caroline Kennedy, âgée
- Kristin Booth (VQ : Julie Beauchemin) : Ethel Kennedy
- Charlotte Sullivan (VQ : Geneviève Désilets) : Marilyn Monroe
- Angela Besharah (arz) : Ann Gargan
- Serge Houde (VQ : Stéphane Rivard) : Sam Giancana
- Janelle Hutchison (VQ : Sarah Desjeunes) : Evelyn Lincoln
- Rachel Wilson (VQ : Julie Burroughs) : Michelle
- John Boylan (en) : Cardinal Cushi
- Jonathan Whittaker (VQ : Sylvain Hétu) : Robert McNamara
- Don Allison (VQ : Jacques Lavallée) : Lyndon B. Johnson
- Gabriel Hogan (VQ : Frédéric Paquet) : Joseph P. Kennedy, Jr.
- Peter MacNeill (VQ : Guy Nadon) : Gouverneur Ross Barnett
- Kristin Adams : Cynthia

 Source et légende : version québécoise (VQ) sur Doublage.qc.ca

## Production

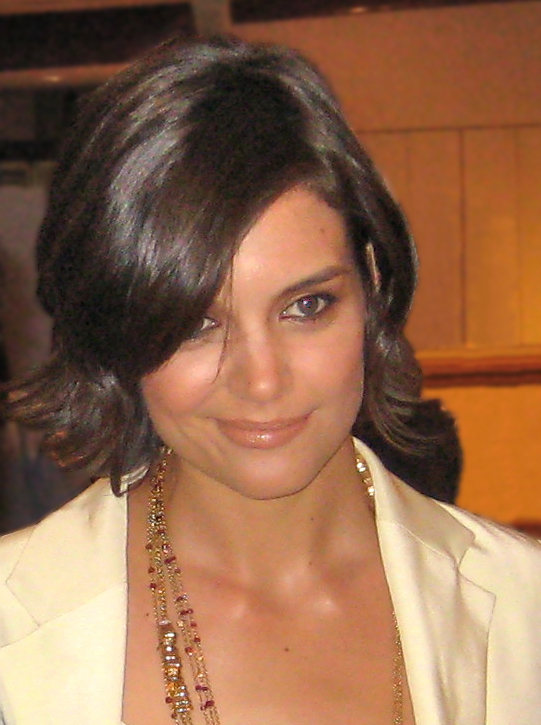
L'interprète de Jacqueline Kennedy, l'actrice Katie Holmes en octobre 2012, au dîner de l'association des correspondants de la Maison Blanche.

La mini-série a été commandée en décembre 2009. La distribution des rôles principaux a été annoncée le 29 avril 2010 par le réalisateur Jon Cassar via son compte Twitter. Les huit épisodes de la mini-série ont été filmés à Toronto entre juin et septembre 2010, et sont produits par la société canadienne Muse Entertainment Enterprises et la société de production de Joel Surnow.
The Kennedys est la première série originale réalisée pour History Channel aux États-Unis. Le budget de départ était de 25 millions de dollars, mais il s'est élevé à 30 millions de dollars. La mini-série a été essentiellement écrite par Steve Kronish, qui a déjà travaillé avec Joel Surnow sur la série 24 Heures chrono.
Le 7 janvier 2011, la chaîne américaine History annonce qu'elle annule sa série-événement, indiquant que l'adaptation ne représente pas assez bien la réalité historique. Michael Prupas, président de Muse Entertainment et producteur exécutif de la mini-série, publié une déclaration le 10 janvier 2011 au cours de laquelle il s'excuse pour les différentes inexactitudes historiques.
En janvier 2011, Jon Cassar déclare devant la Television Critics Association à Los Angeles, qu'il pense que la raison pour laquelle la mini-série ne peut pas être diffusée par la chaîne History Channel ou par d'autres chaînes américaines, est que des dirigeants politiques américains liés à la famille Kennedy ont utilisé leur influence politique pour éviter que cette série ne soit montrée aux Américains.
Le 12 janvier 2011, Showtime refuse de diffuser la série. Deux jours plus tard, DirecTV réfléchit à l'acquisition mais renonce à son tour le 24 janvier 2011. D'autres chaînes câblées américaines auraient renoncé à l'achat de la mini-série comme FX Network et Starz. Le 1er février 2011, ReelzChannel acquiert les droits de diffusion aux États-Unis et la diffusion est annoncée pour le 6 mars 2011.
Une projection spéciale de la mini-série est organisée par Shaw Media le 3 mars 2011 à Toronto.

## Épisodes
Tous les épisodes sont scénarisés par Stephen Kronish et réalisés par Jon Cassar.

### Épisode 1:La Revanche de Joe, partie 1
- Titre original : A Father's Great Expectations
- Titre français : La Revanche de Joe, partie 1
- Titre québécois : Les Neuf Otages du destin
- Diffusion(s) : 
  -  États-Unis : 3 avril 2011 sur ReelzChannel
  -  Québec : 3 avril 2011 sur Super Écran puis 11 octobre 2012 sur AddikTV
  -  France : 5 juillet 2011 sur France 3

### Épisode 2:La Revanche de Joe, partie 2
- Titre original : Shared Victories, Private Struggles
- Titre français : La Revanche de Joe, partie 2
- Titre québécois : Les Neuf Otages du destin
- Diffusion(s) : 
  -  États-Unis : 3 avril 2011 sur ReelzChannel
  -  Québec : 3 avril 2011 sur Super Écran puis 11 octobre 2012 sur AddikTV
  -  France : 5 juillet 2011 sur France 3

### Épisode 3:Nous contre eux
- Titre original : Failed Invasion, Failed Fidelity
- Titre français : Nous contre eux
- Titre québécois : La Magie Kennedy
- Diffusion(s) : 
  -  États-Unis : 5 avril 2011 sur ReelzChannel
  -  Québec : 10 avril 2011 sur Super Écran puis 18 octobre 2012 sur AddikTV
  -  France : 12 juillet 2011 sur France 3

### Épisode 4:Qui est le responsable?
- Titre original : Broken Promises and Deadly Barriers
- Titre français : Qui est le responsable ?
- Titre québécois : La Magie Kennedy
- Diffusion(s) : 
  -  États-Unis : 6 avril 2011 sur ReelzChannel
  -  Québec : 10 avril 2011 sur Super Écran puis 25 octobre 2012 sur AddikTV
  -  France : 12 juillet 2011 sur France 3

### Épisode 5:Condamnations à perpétuité
- Titre original : Moral Issues and Inner Turmoil
- Titre français : Condamnations à perpétuité
- Titre québécois : Nous sommes tous mortels
- Diffusion(s) : 
  -  États-Unis : 7 avril 2011 sur ReelzChannel
  -  Québec : 17 avril 2011 sur Super Écran
  -  France : 20 juillet 2011 sur France 3

### Épisode 6:À deux doigts de la catastrophe
- Titre original : On the Brink of War
- Titre français : À deux doigts de la catastrophe
- Titre québécois : Nous sommes tous mortels
- Diffusion(s) : 
  -  États-Unis : 8 avril 2011 sur ReelzChannel
  -  Québec : 17 avril 2011 sur Super Écran
  -  France : 20 juillet 2011 sur France 3

### Épisode 7:Lancer et Lace
- Titre original : The Countdown to Tragedy
- Titre français : Lancer et Lace
- Titre québécois : L'Héritage
- Diffusion(s) : 
  -  États-Unis : 10 avril 2011 sur ReelzChannel
  -  Québec : 24 avril 2011 sur Super Écran
  -  France : 27 juillet 2011 sur France 3

### Épisode 8:En amour avec la nuit
- Titre original : The Aftermath: A Family's Curse of Misfortune and Heartbreak
- Titre français : En amour avec la nuit
- Titre québécois : L'Héritage
- Diffusion(s) : 
  -  États-Unis : 10 avril 2011 sur ReelzChannel
  -  Québec : 24 avril 2011 sur Super Écran
  -  France : 27 juillet 2011 sur France 3

## Audiences
Aux États-Unis, la diffusion de la première partie de la mini-série a attiré 1,9 million de téléspectateurs, et au Canada, 889 000 téléspectateurs.

## Critiques
Sur le site internet Allociné, les internautes donnent une note moyenne de 3,8/5 à la série. Le site Senscritiques.com lui accorde la note de 6,3/10.